# Roodsnaveltok
De roodsnaveltok of roodsnavelhoornvogel (Tockus erythrorhynchus) behoort evenals de in Azië voorkomende dubbelhoornige neushoornvogel tot de familie van neushoornvogels (Bucerotidae). De soorten uit dit geslacht komen uitsluitend in Afrika voor.

## Beschrijving
De roodsnaveltok is 43 tot 46 cm lang. Deze tok is van boven bruinachtig zwart en de kop en de hals zijn bijna wit, waarbij opvalt dat het wit van de hals als een witte streep doorloopt tot op de rug. De staart lijkt van onder wit, maar de middelste staartpennen zijn zwart. De snavel is dofrood gekleurd, naar beneden gebogen en (voor een neushoornvogel) vrij smal. De ondersnavel wordt bij de basis donkerder tot zwart.
De nominaat heeft rond het oog en op de keel een geel tot roze gekleurd stuk naakte huid.
Hij heeft zijn naam te danken aan zijn roep, die klinkt als 'tok-tok'. Roodsnaveltokken kunnen uitstekend vliegen, maar vertoeven veel op de grond, waar ze hun kostje bij elkaar scharrelen. Ze eten grote insecten, zoals kevers en sprinkhanen, maar ontpoppen zich soms ook als nestrovers. De nestbouw en het grootbrengen van de jongen komen overeen met die van de andere neushoornvogels. Er worden gemiddeld 4 eitjes gelegd, die in 24 dagen worden uitgebroed.

### Taxonomie
Sinds de eeuwwisseling worden door de IOC ondersoorten van deze soort beschouwd als zelfstandige soorten:
- Tockus ruahae (tanzaniaroodsnaveltok) komt voor in midden Tanzania.
- Tockus kempi (westelijke roodsnaveltok) komt voor in Senegal, Gambia en zuidelijk Mauritanië en west Mali.
- Tockus damarensis (damartok) komt voor in zuidwest Angola, noord Namibië en west Botswana.
- Tockus rufirostris (zuidelijke roodsnaveltok) komt voor in Malawi, Zambia, Zuid-Angola en Transvaal (Zuid-Afrika).

## Voorkomen en leefgebied
De roodsnaveltok (T. erythrorhynchus, sensu stricto) komt voor op de savannen en open bosgebieden met Acacia's, van midden Mauritanië tot aan Somalië en het noordoosten van Tanzania.

## Status
BirdLife International beschouwt de tanzaniaroodsnaveltok, en de zuidelijke en de westelijke roodsnaveltok nog als ondersoorten. Al deze soorten zijn wijd verspreid en vrij algemeen. Om deze redenen is het geen bedreigde diersoort.

## Trivia
- Zazu uit de film De Leeuwenkoning is een roodsnaveltok.